# مارسلو پنتا
مارسلو پنتا (انگلیسی: Marcelo Penta؛ زادهٔ ۲۶ اوت ۱۹۸۵) بازیکن فوتبال اهل آرژانتین است.
از باشگاه‌هایی که در آن بازی کرده‌است می‌توان به باشگاه فوتبال نیولز اولد بویز و باشگاه فوتبال اتنیکوس اچنا اشاره کرد.